# باندباریک

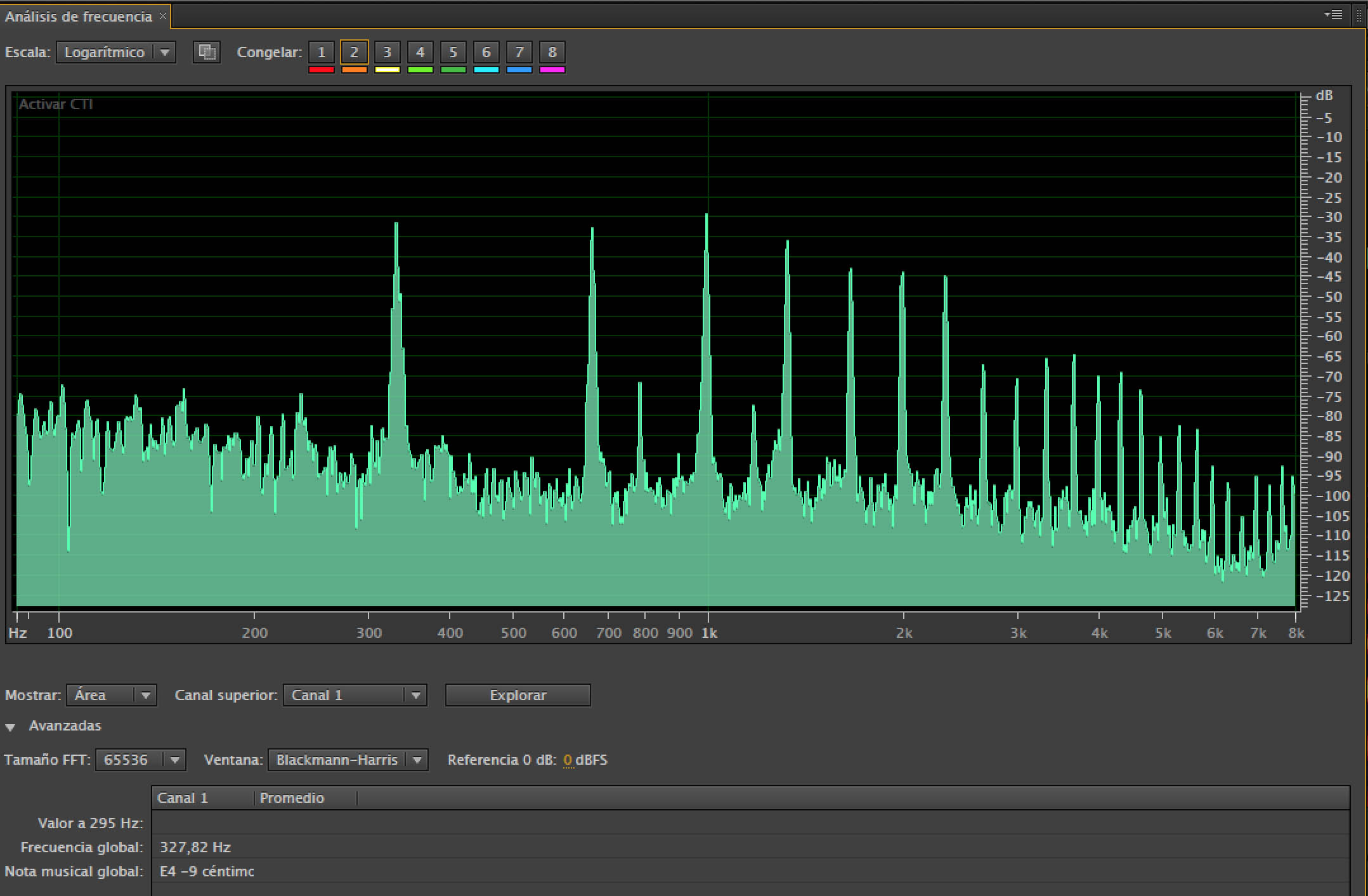
باندباریک

در مخابرات رادیویی، کانال باندباریک به کانالی گفته می‌شود که در آن پهنای‌باند پیام به‌طور قابل توجهی از پهنای‌باند همدوست کانال فراتر نرود.
در مطالعه کانال‌های سیمی، باندباریک به این معنی است که کانال مورد بررسی به اندازه کافی باریک است که می توان پاسخ فرکانسی آن را هموار دانست. پهنای‌باند پیام از پهنای‌باند همدوست کانال کمتر خواهد بود؛ یعنی، هیچ کانالی کاملاً محوشدگی هموار ندارد، اما در صورت فرض محوشدگی هموار، می‌تواند تحلیل بسیاری از جنبه‌های سامانه‌های بی‌سیم بسیار ساده شود.
در طیف صوتی، صداهای باریک‌باند صداهایی هستند که طیف محدودی از فرکانس‌ها را اشغال می‌کنند. در تلفن، باندباریک معمولاً فرکانس‌های ۳۰۰–۳۴۰۰ هرتز در نظر گرفته می‌شود که، یعنی باندصوتی را پوشش می‌دهد.

## باندباریک رادیویی دو-طرفه
باند باریک رادیویی دو-طرفه به حکم کمیسیون ارتباطات فدرال ایالات متحده (FCC) که در دسامبر ۲۰۰۴ صادر شده و به تمام سی‌اف‌آر ۴۷ قسمت ۹۰ وی‌اچ‌اف (۱۵۰–۱۷۴ مگاهرتز) و یواچ‌اف (۴۲۱–۴۷۰) مگاهرتز) PLMR (رادیوی تلفن همراه خصوصی) دارای مجوزهایی است که از سیستم صوتی یا داده‌ای/اس‌سی‌ای‌دی‌ای باندعریض (پهنای‌باند ۲۵ کیلوهرتز) قدیمی استفاده می‌کنند، نیاز دارد تا ۱ ژانویه ۲۰۱۳ به سیستم‌های باند باریک (پهنای‌باند ۱۲٫۵ کیلو هرتز یا معادل آن) مهاجرت کنند.